# Trimalaconothrus prahuensis
Trimalaconothrus prahuensis är en kvalsterart som beskrevs av Hammer 1979. Trimalaconothrus prahuensis ingår i släktet Trimalaconothrus och familjen Malaconothridae. Inga underarter finns listade i Catalogue of Life.